# حسن طاطاناكي
حسن صلاح الدين طاطاناكي رجل أعمال ليبي يعمل في عدد من المجالات بينها البناء والتشييد والمياه والنفط كما أنه مؤسس شركة تشالنجر ليمتد "Challenger Limited"، وهو رئيس جمعية ليبيا الحرة الخيرية.
يعرف بنقده السياسي لمختلف الأطراف السياسية في ليبيا. وفي وصفه للإسلام السياسي في البلد يقول: «الإسلام السياسي في ليبيا يبدو مثل شركة قابضة هي «الإخوان»، والشركات الفرعية هي سائر تشكيلات الإسلام السياسي. مع ذلك تحاول قيادات «القاعدة» و» المقاتلة» و» أنصار الشريعة» وغيرها التخويف بـ «داعش»، ويعلنون رغبتهم بالدخول في تحالف ضده، وهم أنفسهم يشبهونه في السعي للسيطرة على الدولة والشعب بالعنف. إنها عملية تغيير وجه لا أكثر، لكن «الإخوان» يتميزون باستخدام المال والتهديد والفساد، وقد لمسنا ذلك على الأرض لدى «الإخوان» في أوضاع المجلس المنتهية ولايته في طرابلس.»
أسس قنوات تلفزيونية مثل قناة ليبيا أولاً التي استهدفت الشأن الليبي، وقناة أزهري التي أسسها طاطاناكي كقناة للدين الإسلامي غير ربحية لا تزج بالدين في الشأن السياسي.